# Alessandra Cappellotto
Alessandra Cappellotto (* 27. August 1968 in Sarcedo, Vizenca) ist eine ehemalige italienische Radrennfahrerin und Weltmeisterin im Straßenrennen (1997).

## Werdegang
International machte Alessandra Cappellotto 1992 das erste Mal auf sich aufmerksam, als sie bei einer Etappe der Grande Boucle Féminine den zweiten Platz errang. In den folgenden Jahren musste sich Alessandra Cappellotto jedoch mit zweiten und dritten Plätzen bei nationalen und Weltmeisterschaften begnügen, wie bei den UCI-Straßen-Weltmeisterschaften 1996 in Lugano, als sie Dritte im Einzelzeitfahren wurde oder im selben Jahr beim Giro d’Italia Femminile. Bei den Olympischen Sommerspielen 1996 in Atlanta belegte sie den siebten Platz im Straßenrennen.
Bei den Straßenweltmeisterschaften 1997 im nordspanischen San Sebastian wurde Alessandra Cappellotto  Weltmeisterin im Straßenrennen; im selben Jahr gewann sie die Thüringen-Rundfahrt der Frauen sowie den Chrono Champenois – Trophée Européen.
2000 wurde Cappellotto Zweite in der Gesamtwertung des Giro d’Italia. 2003 wurde sie zum einzigen Mal Italienische Meisterin auf der Straße. Im Jahr darauf trat sie vom aktiven Radsport zurück. Ihre jüngere Schwester war die italienische Straßenmeisterin von 1999, Valeria Cappellotto (1970–2015).
Im Jahr 2016 wurde Cappellotto Vorsitzende der neugegründeten Frauenradrennsport-Sektion der Cyclistes Professionnels Associés.